# شهرداری ریوش
شهرداری ریوش سازمانی عمومی غیردولتی است که مسئولیت اجرایی مدیریت شهری در ریوش را بر عهده دارد. شهرداری ریوش در سال ۱۳۷۸ خورشیدی تأسیس شد. محمد امین شهردار کنونی این شهر است.